# Eridolius consors
Eridolius consors är en stekelart som först beskrevs av Cresson 1868.  Eridolius consors ingår i släktet Eridolius och familjen brokparasitsteklar. Inga underarter finns listade i Catalogue of Life.